# Кулин, Василий Петрович
Васи́лий Петро́вич Ку́лин (1822—1900) — русский педагог; тайный советник.

## Биография
Родился 30 января (11 февраля) 1822 года.
Учился в Главном педагогическом институте, из которого до окончания полного курса в апреле 1842 года был направлен преподавателем истории и географии в Тельшевское Бернардинское уездное училище. Затем был преподавателем русского языка в Гродненской гимназии и инспектором Виленской гимназии.
С 1862 года он был окружным инспектором Виленского учебного округа, где при его участии было открыто более 30 народных школ в Гродненской и Минской губерниях. В то же время он написал книгу для классного чтения и выработал проект устава первой в крае учительской семинарии (молодечинской) для крестьянских сыновей. С 25 декабря 1870 года — действительный статский советник. В августе 1872 года был переведён на ту же должность в Московский учебный округ, но вскоре по собственной просьбе занял место директора Алферовской учительской семинарии (в Смоленской губернии).

В. П. Кулин (ок. 1900)

Был награждён орденами Св. Анны 2-й ст. с императорской короной (28.12.1873), Св. Владимира 3-й ст. (1877), Св. Станислава 1-й ст. (1880).
После сорока лет педагогической деятельности, 21 августа 1883 года вышел на пенсию, однако через два года бывший попечитель Виленского учебного округа П. Н. Батюшков предложил ему редактировать в Петербурге издание «Холмская Русь» и 30 марта 1886 года он вернулся на службу. С этой целью В. П. Кулин занимался исследованиями памятников русской старины в Варшаве, Люблине и Холме. В 1886 году был награждён орденом Св. Анны 1-й степени; 1 января 1891 года был произведён в тайные советники.
В конце 1880-х годов он был командирован в Палестину для осмотра там учебных заведений, затем ему поручили обзор учительских институтов, семинарий и народных школ.
С 1889 по 1894 годы был директором Санкт-Петербургских Высших женских курсов.
В. П. Кулин напечатал в 1848 году в «Отечественных записках» повесть «Пан Грошевич»; за подписью Русский или «В. К–нъ» сотрудничал в «Дне» и «Руси» И. С. Аксакова; издал «Виленский сборник» (1869), а во время своей службы в Виленском учебном округе был редактором «Памятников старины западного края».
Умер в Санкт-Петербурге 19 февраля (3 марта) 1900 года, после продолжительной болезни. Похоронен на Никольском кладбище Александро-Невской лавры.